# 弗拉基米尔·尤洛夫斯基

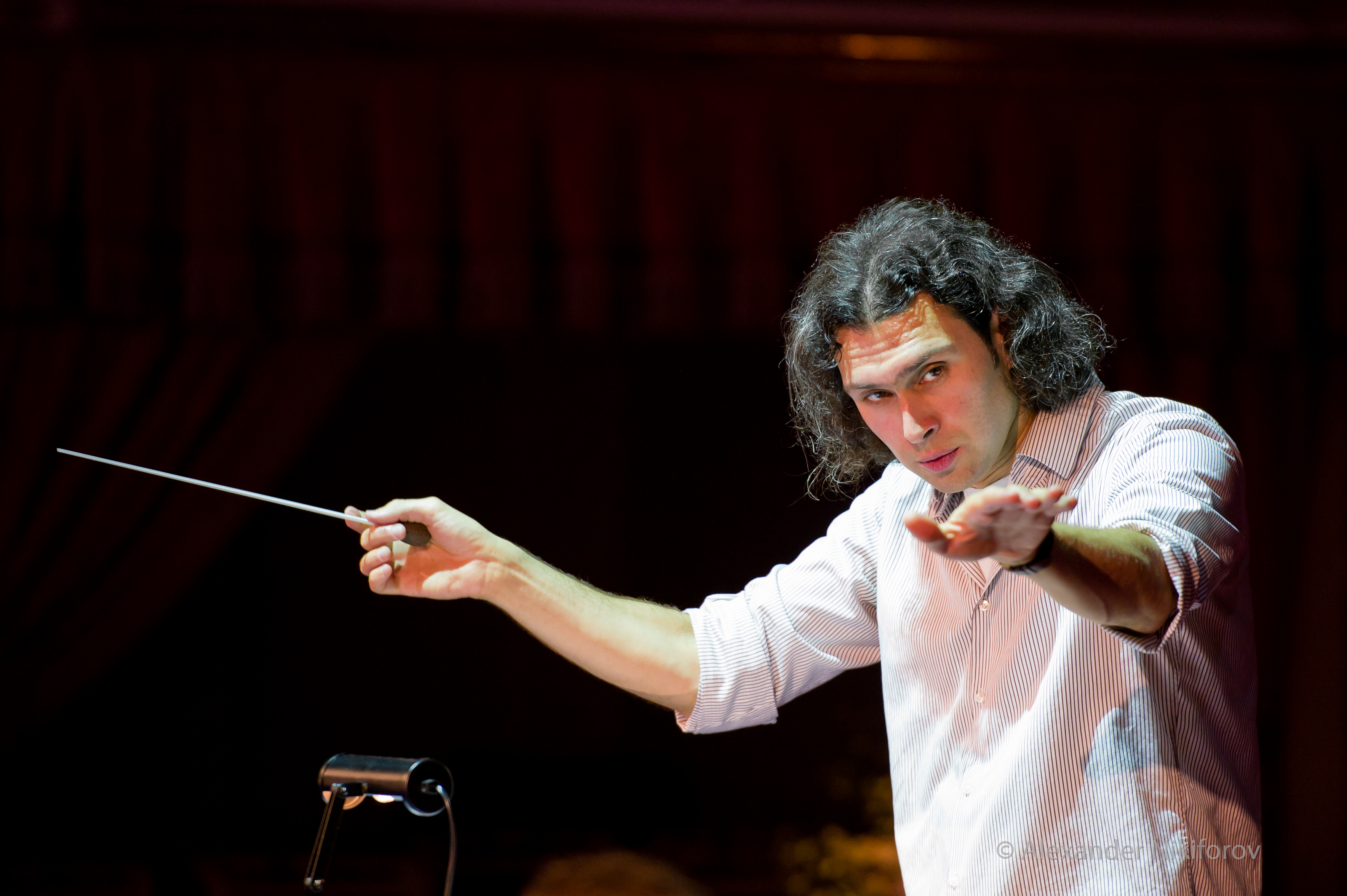
尤洛夫斯基，2011年

弗拉基米尔·米哈伊洛维奇·尤洛夫斯基（俄語：Владимир Михайлович Юровский，1972年4月4日—），俄罗斯指挥家。生于苏联莫斯科的音乐世家，父亲米哈伊尔·尤洛夫斯基同样是指挥家。曾在家乡莫斯科音乐学院进行学习。1990年全家迁往德国，持续在德勒斯登与柏林接受音乐课程。现任巴伐利亚国立歌剧院音乐总监。

## 外部連結
- 弗拉基米尔·尤洛夫斯基的Discogs页面 （英文）